# That’s Life
That’s Life – szósty album studyjny Anthony’ego B, jamajskiego wykonawcy muzyki reggae i dancehall.
Płyta została wydana 30 czerwca 2001 roku przez nowojorską wytwórnię VP Records. Nagrania zostały zarejestrowane w studiach Anchor Recording, Silekshan, Startrail, Ruf Cut, Top Secret, Tuff Gong oraz The Mixing Lab w Kingston. Ich produkcją zajął się sam wokalista.

## Lista utworów
1. „Good Life”
2. „Dutty Heart”
3. „Fire Pon Di Government”
4. „Equal Rights”
5. „Dust 'Em Out”
6. „Fire Dance”
7. „Man Got To Do”
8. „That’s Life”
9. „Black Coffee”
10. „All God’s Children”
11. „Love or Infatuation”
12. „Wave Off the Cross”
13. „Rally Round”
14. „Mad Dem”
15. „Lock the Guns Dem”
16. „I Will Never Bow Down”

## Twórcy

### Muzycy
- Anthony B – wokal
- Mikey „Mao” Chung – gitara
- Robbie Shakespeare – gitara basowa
- Sly Dunbar – perkusja
- Robert Lyn – instrumenty klawiszowe
- Ansel Collins – instrumenty klawiszowe
- Christopher „Longman” Birch – instrumenty klawiszowe
- Ronald „Nambo” Robinson – puzon
- Dean Fraser – saksofon
- Beres Hammond – chórki
- Norman Suppria – chórki
- Fiona Robinson – chórki
- Brian Gold – chórki

### Personel
- Mike Jarrett – inżynier dźwięku, miks
- Nigel Burrell – inżynier dźwięku, miks
- Shane Brown – inżynier dźwięku, miks
- Rich McDermott – inżynier dźwięku, miks
- Collin „Bulby” York – inżynier dźwięku, miks
- Orville „Rory” Baker – inżynier dźwięku, miks
- Lynford „Fatta” Marshall – inżynier dźwięku, miks
- Jayson „Jahson” Grimes – inżynier dźwięku, miks
- Rohan „Doc Holiday” Dwyer – inżynier dźwięku, miks
- Joshua Humphries – projekt okładki